# Ragnar Sondén
Ragnar Fredrik Mårten Sondén, född 19 augusti 1895 i Stockholm, död 9 augusti 1977 i Uppsala, var en svensk väg- och vattenbyggnadsingenjör.
Sondén, som var son till professor Klas Sondén och Alice Kalén, avlade studentexamen i Djursholm 1914 och utexaminerades från Kungliga Tekniska högskolan 1920. Han var biträdande ingenjör vid AB Vattenbyggnadsbyrån 1920–1922, anställd vid Siemens Bauunion GmbH i Berlin 1922–1924, därunder arbetsledare vid undervattenssprängningar för Norrköpings hamn 1923–1924, förste assistent vid Kungliga Tekniska högskolans vattenbyggnadslaboratorium 1924–1925, blev ingenjör vid Borås stads byggnadskontor 1925 och var byggnadschef i Borås 1946–1960. Han blev fänrik i Fortifikationens reserv 1917, underlöjtnant 1919, löjtnant 1924, i Väg- och vattenbyggnadskåren samma år, kapten där 1931 och major där 1947. Han skrev artiklar i fackpressen i vattenlednings- och avloppsteknik. Sondén är begravd på Danderyds kyrkogård.